# Gare de Boucau
Gare de Boucau vasútállomás Franciaországban, Boucau településen.

## Vasútvonalak
Az állomást az alábbi vasútvonalak érintik:
- Bordeaux–Irun-vasútvonal

## Kapcsolódó állomások
A vasútállomáshoz az alábbi állomások vannak a legközelebb:
- Gare de Bayonne
- Gare d’Ondres